# ملولبة أورالية
ملولبة أورالية (الاسم العلمي: species uralicus) هي نوع منقرض من عضديات الأرجل تتبع جنس الملولبة من فصيلة الملولبات.